# Terry White
Terence Kimberly White, más conocido como Terry White (nacido el 5 de junio de 1960 en Nueva York, Nueva York) es un exjugador de baloncesto estadounidense. Con 2.05 de estatura, su puesto natural en la cancha era el de pívot. 

## Trayectoria
En Europa jugó en el Pallacanestro Varese, Saski Baskonia, CB Sevilla, y Oximesa Granada.